# Ich sing nicht mehr für dich
Ich sing nicht mehr für dich ist ein Lied des Berliner Rappers Fler, das er zusammen mit der Sängerin Doreen aufnahm. Der Song ist die zweite Singleauskopplung seines vierten Soloalbums Fler und wurde am 10. April 2009 veröffentlicht.

## Inhalt
| Liedteil   | Künstler |
| 1. Strophe | Doreen   |
| Refrain    | Doreen   |
| 2. Strophe | Fler     |
| 3. Strophe | Fler     |

Das Lied handelt von einer Liebesbeziehung, die in die Brüche gegangen ist, wobei Fler aus Sicht des Mannes rappt und Doreen aus der Perspektive der Frau singt – jeweils in Ich-Form. In der ersten Strophe singt Doreen, dass sie verlassen wurde und ihr Freund mit einer anderen Frau im Wind verschwand, ohne sich noch einmal umzublicken. Dies mündet im Refrain, wo sie meint, dass sie nie wieder ein Lied für ihn singen werde. Sie wolle den Mann vergessen, doch werde durch die Lieder an ihn erinnert. Es sei jedoch endgültig und auch wenn er zurück käme, würde sie ihn abweisen. In der zweiten Strophe setzt Fler ein: Er rappt aus der Sicht des Mannes, dass er ihr einen Brief schreibt und hoffe, sie lese diesen trotz ihrer Enttäuschung. Dabei blickt er auf die gemeinsame Beziehung zurück, in der sie ein gutes Team waren und sie ihm oft verziehen hat. Zudem entschuldigt er sich, dass sie nun seinetwegen allein sei und weine. Er selbst sei hin- und hergerissen und betont, dass sie immer ein Teil von ihm bleibe. In der dritten Strophe wendet der Mann sich weiterhin an seine Ex-Freundin. Er schreibe ihr, obwohl er weiß, dass sie ihn hasse. Dabei betont er die glücklichen Seiten der Beziehung und meint, dass er sich manchmal selbst für seine Taten verachte und er „blind“ war.

## Produktion
Der Beat des Lieds wurde von den Musikproduzenten Djorkaeff und Beatzarre produziert. Die Melodie ist von Klavier und Streichinstrumenten geprägt.

## Musikvideo
Zu Beginn des Musikvideos singt Doreen in Nahaufnahme, wobei teilweise Fler eingeblendet wird, der erst in einem dunklen Raum und dann in einem Auto sitzt. Anschließend rappt Fler in dem dunklen Raum, während in einigen Sequenzen Doreen eingeblendet wird. Dabei entzündet er mit einem Streichholz ein Feuer und wirft einen Spiegel ein. Später läuft Fler über den regennassen Asphalt und rappt im Dunkeln zwischen den Flammen. Am Ende steht er vor einer Hausfassade, auf der sich der Schriftzug Für immer befindet.

## Single

### Titelliste
1. Ich sing nicht mehr für dich – 3:32
2. Ich sing nicht mehr für dich (Musikvideo) – 3:43

### Chartplatzierungen
Ich sing nicht mehr für dich stieg am 24. April 2009 auf Platz 33 in die deutschen Charts ein und konnte sich insgesamt neun Wochen in den Top 100 halten. In Österreich und der Schweiz verpasste der Song dagegen die Charts.
| ChartsChartplatzierungen | Höchstplatzierung | Wochen |
| ------------------------ | ----------------- | ------ |
| Deutschland (GfK)        | 33 (9 Wo.)        | 9      |